# Dobói Miklós
Dóbói Miklós (? – Pannonhalma ?, 1438) pannonhalmi apát.

## Élete
Sáros megyei nemesi családból származó bencés szerzetes. 1422-től választott pannonhalmi apát, tisztségében három év elteltével a pápa is megerősítette. Sokat pereskedett az apátsága birtokainak védelmében, és a somogyi tized megtartása érdekében. A tatai és a koppánymonostori apátságokra is kiterjesztette hatalmát, és egy 1433-as oklevélben már főapátnak címezte magát.  Bár 1438-ban a jáki apátság ügyében is eljárt, több jelentős apátság nem fogadta el joghatóságát.